# Нови Козарци
Нови Козарци су насеље у граду Кикинди, у Севернобанатском округу, у Србији. Према попису из 2022. било је 1475 становника.

## Историја
Први пут се спомињу 1408. године. Угарски краљ Жигмунд Луксембуршки део насеља Хајфелд (нем. ливада) дао је породици Керестури (по неким записима Керестури Миклошу и Силађи Ласлу). Нема података ко су били тадашњи становници.
У средњем веку територија Нових Козараца је било једно насеље звано Тојсег (Toszeg). које је припадало тамишкој жупанији. Током турских освајања, насеље је потпуно уништено и опустошено. На карти издатој 1723-1725. године, ово подручје је означено као пустара Tosseck, док је на карти из 1761. године означено као пустара Toysseck.
Насеље Масторт је основано средином 18. века, док је био у закупу Јужно-мађарске краљевске компаније, насељено је током 1770. и 1771. године Немцима са обале реке Рајне. Изграђено је 78 кућа и већ је 1770. године била основна школа. Аустријски царски ревизор Ерлер је 1774. године констатовао да место "Масторт" припада Барачком округу, Темишварског дистрикта. Село има римокатоличку цркву а становништво је било претежно немачко.
Насеље Хајфелд је основано у исто време кад и Масторт, и изграђено је 78 кућа и основна школа. Аустријски царски ревизор Ерлер 1774. године помиње ту римокатоличку цркву и немачки живаљ. У Хајфелд су досељени, сем Немаца, и Французи из Лотарингије. Међутим Французи су се стопили у локалне Немце. Од Француза су остали само многе речи и презимена у локалном становништву. Оба насеља су припадалу жупанији са средиштем у Великом Бечкереку, данашњем Зрењанину. Оба села, почетком 19. века, купује породица Zichy-Ferraris, да би Хајфелд био у власништву Zichy-Ferraris Fereneza, кад је продат француском принцу Chambordu. Масторт је после 1838. припадао Zichy-Ferraris Ferenezу, односно Zichy-Ferraris Viktoru.
У периоду од 1861-1875. године добијају називе Masztort и Heifeld, а од 1875-1891. Kis Toszeg (Масторт) и Nagy Toszeg (Хајфелд), да би 1891-1922. имали називе Kistoszeg и Nagytoszeg. Свако село је добило цркву (храм), школу, општинску кућу и апотеку.
Колонизација ова два села није вршена све до 1945. године.
Током Другог светског рата места су била под окупацијом немачких снага све до 6.10.1944. године када је Црвена армија ослободила ово подручје, а становништво се повукло са немачком војском. После рата, уместо повучених Немаца, два села су колонизована људима из Босанске крајине. Општине одакле су дошли колонизатори су: Босански Нови, Кључ, Мркоњић Град, Сански Мост, Дубица, Котор Варош, Лакташи, Дрвар, Гламоч и Бања Лука.
Почетком друге половине 1947. године, одржана је прва седница месног народног одбора Козарци. Козарци се први пут спомињу уместо досадашњих МНО Хајфелда и Масторта. Нема података о дану и органу који је за ова два села дато име Козарци. Касније је додатак Нови, да би се разликовало од села који имају назив Козарац, као што је Козарац које се налази у општини Приједор. Ново име се званично први пут користио на седници МНО одржаној 5.12.1948. године.
На почетку 21. века Нови Козарци су урбано насеље које постојећом инфраструктуром задовољава готово све потребе њених становника. Велики значај придаје се уређењу места и побољшању квалитета живота поготово последњих година када се интензивно заокружује урбанистичка целина.
По попису из 2002. године МЗ обједињује 774 домаћинства са 2342 становника. Радно способно становништво се бави пољопривредом, обрађујући око 3000 хектара, или ради у индустријским и занатским објектима у Кикинди.
Године 2006. започета је изградња православног храма посвећеног Светом Илији.

## Демографија
Према попису из 2011. године у Новим Козарцима има 1894 становника, а тог броја млађих од 18 година има 278 становника. Број особа старијих од 60 година је 515. Просечна старост становника је 44,2 године. Просечан број чланова домаћинства је 2,77. А у последња три пописа, примећен је пад у броју становника.
|  |

| Демографија | Демографија | Демографија |
| Година      | Становника  | Становника  |
| ----------- | ----------- | ----------- |
| 1948.       | 3.422       |             |
| 1953.       | 3.634       |             |
| 1961.       | 3.668       |             |
| 1971.       | 3.068       |             |
| 1981.       | 2.668       |             |
| 1991.       | 2.488       | 2.433       |
| 2002.       | 2.277       | 2.344       |
| 2011.       | 1.894       |             |

| Етнички састав према попису из 2002.‍ | Етнички састав према попису из 2002.‍ | Етнички састав према попису из 2002.‍ | Етнички састав према попису из 2002.‍ | Етнички састав према попису из 2002.‍ |
| ------------------------------------ | ------------------------------------ | ------------------------------------ | ------------------------------------ | ------------------------------------ |
|                                      |                                      |                                      |                                      |                                      |
| Срби                                 | Срби                                 |                                      | 2.122                                | 93,19%                               |
| Роми                                 | Роми                                 |                                      | 61                                   | 2,67%                                |
| Југословени                          | Југословени                          |                                      | 28                                   | 1,22%                                |
| Мађари                               | Мађари                               |                                      | 11                                   | 0,48%                                |
| Муслимани                            | Муслимани                            |                                      | 7                                    | 0,30%                                |
| Албанци                              | Албанци                              |                                      | 3                                    | 0,13%                                |
| Хрвати                               | Хрвати                               |                                      | 2                                    | 0,08%                                |
| Словенци                             | Словенци                             |                                      | 2                                    | 0,08%                                |
| Румуни                               | Румуни                               |                                      | 2                                    | 0,08%                                |
| Македонци                            | Македонци                            |                                      | 2                                    | 0,08%                                |
| Црногорци                            | Црногорци                            |                                      | 1                                    | 0,04%                                |
| Украјинци                            | Украјинци                            |                                      | 1                                    | 0,04%                                |
| Словаци                              | Словаци                              |                                      | 1                                    | 0,04%                                |
| Буњевци                              | Буњевци                              |                                      | 1                                    | 0,04%                                |
| непознато                            | непознато                            |                                      | 7                                    | 0,30%                                |

| \| \| м \| \| \| ж \| \| ? \| 4 \| \| \| 2 \| \| 80+ \| 21 \| \| \| 38 \| \| 75—79 \| 33 \| \| \| 65 \| \| 70—74 \| 58 \| \| \| 83 \| \| 65—69 \| 66 \| \| \| 92 \| \| 60—64 \| 57 \| \| \| 68 \| \| 55—59 \| 50 \| \| \| 52 \| \| 50—54 \| 93 \| \| \| 73 \| \| 45—49 \| 107 \| \| \| 96 \| \| 40—44 \| 89 \| \| \| 94 \| \| 35—39 \| 69 \| \| \| 71 \| \| 30—34 \| 68 \| \| \| 59 \| \| 25—29 \| 53 \| \| \| 54 \| \| 20—24 \| 82 \| \| \| 61 \| \| 15—19 \| 88 \| \| \| 78 \| \| 10—14 \| 69 \| \| \| 76 \| \| 5—9 \| 70 \| \| \| 64 \| \| 0—4 \| 45 \| \| \| 29 \| \| Просек : \| 39,6 \| \| \| 43,7 \| |      |  |  |      |
| |      |  |  |      |
| | м    |  |  | ж    |
| ? | 4    |  |  | 2    |
| 80+ | 21   |  |  | 38   |
| 75—79 | 33   |  |  | 65   |
| 70—74 | 58   |  |  | 83   |
| 65—69 | 66   |  |  | 92   |
| 60—64 | 57   |  |  | 68   |
| 55—59 | 50   |  |  | 52   |
| 50—54 | 93   |  |  | 73   |
| 45—49 | 107  |  |  | 96   |
| 40—44 | 89   |  |  | 94   |
| 35—39 | 69   |  |  | 71   |
| 30—34 | 68   |  |  | 59   |
| 25—29 | 53   |  |  | 54   |
| 20—24 | 82   |  |  | 61   |
| 15—19 | 88   |  |  | 78   |
| 10—14 | 69   |  |  | 76   |
| 5—9 | 70   |  |  | 64   |
| 0—4 | 45   |  |  | 29   |
| Просек : | 39,6 |  |  | 43,7 |

| Година пописа     | 1948. | 1953. | 1961. | 1971. | 1981. | 1991. | 2002. |
| ----------------- | ----- | ----- | ----- | ----- | ----- | ----- | ----- |
| Број домаћинстава | 596   | 688   | 807   | 769   | 724   | 757   | 755   |

| Број чланова      | 1   | 2   | 3   | 4  | 5   | 6  | 7  | 8  | 9 | 10 и више | Просек |
| ----------------- | --- | --- | --- | -- | --- | -- | -- | -- | - | --------- | ------ |
| Број домаћинстава | 659 | 155 | 207 | 97 | 158 | 75 | 42 | 14 | 4 | 2         | 1      |

| Пол    | Укупно | Неожењен/Неудата | Ожењен/Удата | Удовац/Удовица | Разведен/Разведена | Непознато |
| ------ | ------ | ---------------- | ------------ | -------------- | ------------------ | --------- |
| Мушки  | 938    | 308              | 547          | 64             | 18                 | 1         |
| Женски | 986    | 196              | 551          | 212            | 26                 | 1         |
| УКУПНО | 1.924  | 504              | 1.098        | 276            | 44                 | 2         |

| Пол    | Укупно                    | Пољопривреда, лов и шумарство | Рибарство                            | Вађење руде и камена | Прерађивачка индустрија       |
| ------ | ------------------------- | ----------------------------- | ------------------------------------ | -------------------- | ----------------------------- |
| Мушки  | 418                       | 110                           | 0                                    | 23                   | 141                           |
| Женски | 269                       | 45                            | 0                                    | 1                    | 96                            |
| Укупно | 687                       | 155                           | 0                                    | 24                   | 237                           |
|        |                           |                               |                                      |                      |                               |
| Пол    | Производња и снабдевање   | Грађевинарство                | Трговина                             | Хотели и ресторани   | Саобраћај, складиштење и везе |
| Мушки  | 5                         | 24                            | 19                                   | 9                    | 21                            |
| Женски | 0                         | 4                             | 39                                   | 5                    | 11                            |
| Укупно | 5                         | 28                            | 58                                   | 14                   | 32                            |
|        |                           |                               |                                      |                      |                               |
| Пол    | Финансијско посредовање   | Некретнине                    | Државна управа и одбрана             | Образовање           | Здравствени и социјални рад   |
| Мушки  | 0                         | 1                             | 31                                   | 7                    | 10                            |
| Женски | 1                         | 5                             | 7                                    | 10                   | 30                            |
| Укупно | 1                         | 6                             | 38                                   | 17                   | 40                            |
|        |                           |                               |                                      |                      |                               |
| Пол    | Остале услужне активности | Приватна домаћинства          | Екстериторијалне организације и тела | Непознато            | Непознато                     |
| Мушки  | 2                         | 0                             | 0                                    | 15                   | 15                            |
| Женски | 4                         | 0                             | 0                                    | 11                   | 11                            |
| Укупно | 6                         | 0                             | 0                                    | 26                   | 26                            |

## Галерија
- Споменик у центру села
- Црква Светог Илије
- ОШ „Иво Лола Рибар”
- Спомен биста Иви Лоли Рибару
- Детаљ са старе немачке куће у селу
- Старе куће
- Православна црква у изградњи
- Парк у Хајфелду где се до краја 1940-их налазила католичка црква
- Парк у Масторту где се до краја 1940-их налазила католичка црква